# Bennie Bartelink
Ben Bartelink (2 december 1939) is een Nederlands oud-voetballer van Heracles ('60-'61 tot en met '63-'64), Willem II (Tilburg) ('65-'66) en De Graafschap in Doetinchem. Hij speelde op De Vijverberg in de seizoenen 1966-1967 tot en met 1968-1969. Het eerste jaar toen Evert Teunissen trainer was en vervolgens onder Ad Zonderland.

## Carrièrestatistieken
| Seizoen         | Club            | Land            | Competitie       | Competitie | Competitie | Beker | Beker | Internationaal | Internationaal | Overig | Overig | Totaal | Totaal |
| Seizoen         | Club            | Land            | Competitie       | Wed.       | Dlp.       | Wed.  | Dlp.  | Wed.           | Dlp.           | Wed.   | Dlp.   | Wed.   | Dlp.   |
| --------------- | --------------- | --------------- | ---------------- | ---------- | ---------- | ----- | ----- | -------------- | -------------- | ------ | ------ | ------ | ------ |
| 1960/61         | Heracles        | Nederland       | Eerste divisie B | –          | 2          | –     | 0     | –              | –              | –      | –      | –      | 2      |
| 1961/62         | Heracles        | Nederland       | Eerste divisie B | –          | 5          | –     | 2     | –              | –              | –      | –      | –      | 7      |
| 1962/63         | Heracles        | Nederland       | Eredivisie       | 16         | 3          | –     | 0     | –              | –              | –      | –      | –      | 3      |
| 1963/64         | Heracles        | Nederland       | Eredivisie       | 1          | 0          | –     | 0     | –              | –              | –      | –      | –      | 0      |
| 1964/65         | PEC             | Nederland       | Tweede divisie A | –          | 0          | –     | 0     | –              | –              | –      | –      | –      | 0      |
| 1965/66         | Willem II       | Nederland       | Eredivisie       | 21         | 1          | 2     | 1     | –              | –              | –      | –      | 23     | 2      |
| 1966/67         | De Graafschap   | Nederland       | Eerste divisie   | –          | 0          | –     | 0     | –              | –              | –      | –      | –      | 0      |
| 1967/68         | De Graafschap   | Nederland       | Tweede divisie   | –          | 0          | –     | 0     | –              | –              | –      | –      | –      | 0      |
| 1968/69         | De Graafschap   | Nederland       | Tweede divisie   | 32         | 6          | –     | 0     | –              | –              | –      | –      | –      | 6      |
| Carrière totaal | Carrière totaal | Carrière totaal | Carrière totaal  | –          | 17         | –     | 3     | 0              | 0              | 0      | 0      | –      | 17     |

## Erelijst
Heracles
| Nationaal      |    |         |
| Eerste divisie | 1x | 1961/62 |

 De Graafschap
| Nationaal      |    |         |
| Tweede divisie | 1x | 1968/69 |